# Піццолі
Піццолі (італ. Pizzoli) — муніципалітет в Італії, у регіоні Абруццо, провінція Л'Аквіла.
Піццолі розташоване на відстані близько 95 км на північний схід від Рима, 11 км на північний захід від Л'Акуїли.
Населення — 4251 особа (2014).
Щорічний фестиваль відбувається 26 грудня. Покровитель — святий Степан Protomartire.

## Демографія
Населення за роками:

Станом на 1 січня 2023 року в муніципалітеті офіційно проживало 690 іноземців з 42 країн, серед них 345 громадян країн Євросоюзу та 13 громадян України.

## Сусідні муніципалітети
- Барете
- Капітіньяно
- Л'Аквіла
- Монтереале